# Altona, Hamburg
Altona je četrt na skrajnem zahodnem delu nemškega mesta Hamburg v pokrajini Schleswig-Holstein na desnem bregu reke Labe.

## Zgodovina
Altona je bila nekdaj samostojno mesto, ki je do leta 1864, ko ga je zasegla Nemčija, spadalo pod Dansko. Dve leti pozneje je bilo mesto priključeno Prusiji. Leta 1938 je bilo z Odlokom o Velikem Hamburgu mesto priključeno Hamburgu kot četrt.

## Gospodarstvo
V četrti je razvito ladjedelništvo, metalurgija, kemična, tekstilna in usnjarska industrija. Altona je z ostalo Nemčijo povezana z veliko železniško postajo, ki povezuje S-Bahn z regionalnimi vlaki.